# 布蘭德 (佛羅里達州)
布蘭德（英語：Bland）是位於美國佛羅里達州阿拉楚阿縣的一個非建制地區。該地的面積和人口皆未知。

## 地理
布蘭德的座標為29°54′08″N 82°29′56″W / 29.90222°N 82.49889°W，而該地的平均海拔高度為47米（即154英尺）。